# Michał Jan Kamieński
Michał Jan Kamieński herbu Ślepowron (zm. w 1715 roku) – kasztelan mścisławski w latach 1703–1715, podkomorzy mścisławski w latach 1699–1704, pisarz grodzki mścisławski w latach 1693–1700, wojski mścisławski w latach 1688–1701, cześnik mścisławski w latach 1683–1688.
Poseł mścisławski na sejm zwyczajny pacyfikacyjny 1699 roku.